# Ruszinföld

A világ ruténjeinek zászlaja

Ruszinföld vagy Ruszinszkó (ruszinul: Русинщина vagy Карпатська Русь) Közép-Európában, az Északkeleti-Kárpátok hegyláncának északi és déli lejtőin terül el. Lengyelország, Szlovákia, Ukrajna és Románia határai között fekszik a ruszinlakta terület.
A ruszinok nagyobb része Kárpátalján él. Az anyaföldön kívül Magyarországon (Borsod-Abaúj-Zemplén és Szabolcs-Szatmár-Bereg vármegyékben), Szlovákiában (az Eperjesi és Kassai kerületekben), Horvátországban (a Szerémségben) és Szerbiában (a Vajdaságban) is vannak „ruszin szigetek”, azaz ruszin szórvány lakta területek. Ezenkívül ruszin kisebbségek megtalálhatók Európa több országában, Kanadában, Ausztráliában és az Egyesült Államokban is.

## Története
Ruszinföld Trianonig Magyarországhoz tartozott, területén nagyrészt Ung, Bereg, Ugocsa és Máramaros vármegye osztozott. A két világháború között Csehszlovákia tartománya volt, melynek hivatalos nyelve a ruszin és a cseh volt. Csehszlovákia a Saint-Germaini békében ígéretet tett Ruszinföld autonómiájának kialakítására, ez azonban, csak közvetlenül Csehszlovákia felbomlása előtt, az egyre erősödő nemzetközi nyomásra, 1938. október 11-én történt meg. 1938. december 30-án jelent meg az a cseh kormányrendelet, amely a terület nevét Kárpát-Ukrajnára változtatta. 1939 március 14-én Szlovákia kikiáltotta függetlenségét Jozef Tiso vezetésével, így a megszűnt Csehszlovákia maradék cseh részére a következő napon a német csapatok bevonultak, illetve  Kárpát-Ukrajna is kikiáltotta függetlenségét. Az utóbbi visszafoglalására a Harmadik Birodalom vezetői Magyarország számára egy napot biztosítottak, a döntést március 14. 24 óráig bezárólag véglegesítve, ami így a második világháború során még egy napot sem megélt, el nem ismert állam volt. 1939. március 15-én nulla órakor a magyar hadsereg visszafoglalta Kárpátalját, ezzel jelentős ruszin kisebbség került az ország határain belülre. Ruszinföld Kárpátalja néven, a magyarlakta területek kivételével, széles körű autonómiát kapott. Március 16-án, az Emil Háchával történt egyeztetések után kikiáltották a  Cseh–Morva Protektorátust (Böhmen und Mähren), amely a Németország védnöksége alá került. A második világháború végével Kárpátalja a Szovjetunió, majd annak 1991-es felbomlásával Ukrajna része lett.
Az 1990-es évek óta számos ruszin politikai csoport küzd a ruszin autonómia, vagy függetlenség érdekében. 2008-ban ruszin politikusok kérelmezték Kijevtől, hogy a térség autonómiával rendelkező terület lehessen Ukrajnán belül. A tervet az orosz kormány támogatta, de az ukrán fél elutasította. Politikai elemzők úgy vélik, hogy Ukrajna ellen használná fel Oroszország a független Ruszinkót. A ruszin függetlenség, vagy autonómia elképzelései nem alaptalanok, de az ukránok ennek ellenére csak egy néprajzi csoportjának tekinti ruszinokat az ukrán népen belül. A narancsos forradalom zavaraiban fennállt a lehetősége annak, hogy Ruszinföld mégis kimondja a függetlenségét, de nem került erre azóta sem sor. Többen úgy vélik, hogy Koszovó jelentett precedenst erre, de mindenesetre Magyarország nem reagált érdemben erre, habár több magyar Kárpátalján több lehetőséget lát a kisebbség számára a ruszin államban, viszont Kovács András, a Kárpátaljai Magyar Kulturális Szövetség (KMKSZ) elnöke komolytalannak ítélte a fellépést, s a ruszin függetlenségi törekvés sem elég eltökélt. Balla D. Károly egyik interneten írt cikke szerint a ruszin függetlenség kikiáltása nem hozna jót a magyarok számára, mert az új államban igen sok más nemzetiségű is él és a formációt megszervezni, ahol a nemzetiségek megtalálják helyüket, igencsak nehéz feladat, így a független ruszin állam nem válna a kárpátaljai magyarság javára. Az sem kizárt, hogy a magyaroknak az ukrán nacionalizmus után a kibontakozó ruszin nacionalizmussal kell majd szembenézniük.
A ruszinok vezetői ellenben nem tántorodtak meg és feltett céljuk, hogy legalább alapvető jogokat harcoljanak ki a kárpátaljai Ruszinföldnek, hogy Ukrajnán belül külön kisebbségnek tekintsék a ruszinokat és nem nyilvánítsák erőszakkal az ukrán nép részének. Állítólag Dimitrij Szidor 2011-ben kijelentette, hogy fegyveres harcot készek indítani, mert az ukránok szisztematikusan elnyomják a ruszinokat. Szidor azonban elutasította néhány napon belül, hogy ő ilyesmit állított volna. A kijelentést a SZBU hamisításának minősítette, amely megpróbálja lejáratni őt és a többi ruszin vezetőt, hogy elhitessék a külvilággal, szeparatizmus zajlik Kárpátalján.

## Lásd még
- Ruszinok
- Ruszin himnusz
- Ruszin nyelv
- ruszin görögkatolikus egyház
- Magyarországi ruszinok
- Vlach jog

## Külső hivatkozások
- Vasas Géza: A ruszin autonómia válaszútjain (1939. március-szeptember) – Aetas, 2000/4. szám.